# Мала Анастасівка
Мала́ Анаста́сівка — село в Україні, у Звягельському районі Житомирської області. Населення становить 255 осіб.
Через село тече річка Случ

## Історія
Колишня слобода Городницької волості Новоград-Волинського повіту Волинської губернії. Відстань від повітового міств 33 версти, від волості 5. Дворів 23, мешканців 112.